# Juruena (rzeka)
Juruena – rzeka w zachodnio-centralnej Brazylii. Ma 1240 km długości. Wypływa z pasma górskiego Serra dos Parecis i płynie w kierunku północnym z płaskowyżu Mato Grosso. W trakcie swojego biegu przyjmuje wody rzeki Rio Arinos i łączy się z rzeką Teles Pires, tworząc rzekę Tapajós, będącą jednym z głównych dopływów Amazonki. Pod koniec lat 70. XX wieku na rzece wybudowano elektrownię wodną, która miała dostarczać energię dla przemysłu zajmującego się obróbką mahoniu. Na ostatnich 190 kilometrach swojego biegu rzeka stanowi granicę między stanami Mato Grosso i Amazonas. Ze względu na liczne bystrza i wodospady, rzeka nie jest żeglowna. Jest zasilana głównie wodami deszczowymi. Najwyższy poziom wód osiąga w marcu i kwietniu, natomiast najniższy w sierpniu i październiku. Nad rzeką leży miasto Juruena.